# Consuming Impulse
Consuming Impulse è il secondo album in studio del gruppo musicale dei Pestilence, pubblicato nel 1989 per l'etichetta discografica Roadrunner Records.

## Il disco
L'album ricevette riscontri positivi e viene tuttora considerato una pietra miliare del death metal in quanto viene spesso citato come punto di riferimento da band contemporanee dello stesso genere. La copertina originale dell'album rappresentava un gruppo di persone che si mangiavano a vicenda ma fu la stessa casa discografica a ritenerla non idonea e a sostituirla senza il permesso del gruppo. Il risultato finale non è mai stato apprezzato dalla band.
La traccia Proliferous Souls è un'anticipazione del suono contenuto nei due album successivi.

## Tracce
1. Dehydrated – 3:08
2. The Process of Suffocation – 2:42
3. Suspended Animation – 3:28
4. The Trauma – 3:20
5. Chronic Infection – 3:58
6. Out of the Body – 4:39
7. Echoes of Death – 4:16
8. Deify Thy Master – 4:52
9. Proliferous Souls – 2:08
10. Reduced to Ashes – 4:53

## Formazione
- Martin van Drunen - voce e basso
- Patrick Mameli - chitarra
- Patrick Uterwijk - chitarra
- Marco Foddis - batteria